# Női 3000 méteres síkfutás a 2013. évi nyári európai ifjúsági olimpiai fesztiválon
A 2013. évi nyári európai ifjúsági olimpiai fesztiválon az atlétikai versenyszámok közül a női 3000 méteres síkfutást július 16.-án rendezték Utrechtben.

## Döntő
| H     | Név                      | Nemzet           | E        | Mj |
| ----- | ------------------------ | ---------------- | -------- | -- |
| Arany | Maria Magdalena Ifteni   | Románia          | 9:41.26  |    |
| Ezüst | Síobhra Sarah O'Flaherty | Írország         | 9:42.47  |    |
| Bronz | Francesca Tommasi        | Olaszország      | 9:46.96  |    |
| 4.    | Agnieszka Filipowska     | Lengyelország    | 9:54.71  |    |
| 5.    | Ashley Melcherts         | Hollandia        | 10:02.78 |    |
| 6.    | Olga Paushkina           | Oroszország      | 10:05.25 |    |
| 7.    | Viktoryia Kachayeva      | Fehéroroszország | 10:11.89 |    |
| 8.    | Nadja Cerovac            | Szerbia          | 10:25.87 |    |
| 9.    | Bahar Atalay             | Törökország      | 10:35.50 |    |